# Роговский сельский округ (Московская область)
Роговский сельский округ — упразднённая административно-территориальная единица, существовавшая на территории Подольского района Московской области в 1994—2006 годах.

## История
Кручинский сельсовет был образован в первые годы советской власти. По данным 1921 года он входил в состав Стремиловской волости Серпуховского уезда Московской губернии.
В 1924 году к Кручинскому с/с был присоединён Богородский с/с.
4 ноября 1925 года из Кручинского с/с были выделены Богородский и Рождественский с/с.
В 1926 году Рождественский с/с был присоединён обратно к Кручинскому.
В 1926 году Кручинский с/с включал село Круча, деревни Горнево и Климовка, посёлки Горнево и Рождественский, а также погост Рождественно и Андреевские хутора.
В 1929 году Кручинский сельсовет вошёл в состав Лопасненского района Серпуховского округа Московской области. При этом к нему был присоединён Богородский с/с.
14 июня 1954 года к Кручинскому с/с был присоединён Ильинский с/с.
22 июня 1954 года из Шараповского с/с в Кручинский было передано селение Горнево.
15 июля 1954 года Лопасненский район был переименован в Чеховский район.
3 июня 1959 года Чеховский район был упразднён и Кручинский с/с был передан в Подольский район.
20 августа 1960 года к Кручинскому с/с был присоединён Васюнинский сельсовет. При этом центр Кручинского с/с был перенесён в селение Рогово, а сам сельсовет переименован в Роговский сельсовет.
1 февраля 1963 года Подольский район был упразднён и Роговский с/с вошёл в Ленинский сельский район. 11 января 1965 года Роговский с/с был возвращён в восстановленный Чеховский район.
21 мая 1965 года Роговский с/с был передан в Подольский район.
22 января 1987 года в Роговском с/с было упразднено селение Горнево.
3 февраля 1994 года Роговский с/с был преобразован в Роговский сельский округ.
В ходе муниципальной реформы 2004—2005 годов Роговский сельский округ прекратил своё существование как муниципальная единица. При этом все его населённые пункты были переданы в сельское поселение Роговское.
29 ноября 2006 года Роговский сельский округ исключён из учётных данных административно-территориальных и территориальных единиц Московской области.